# Мирославешти (Јаши)
Мирославешти (рум. Miroslăveşti) насеље је у Румунији у округу Јаши у општини Мирословешти. Oпштина се налази на надморској висини од 274 m.

## Становништво
Према подацима из 2011. године у насељу је живело 7072 становника.